# Gestion et entretien des ponts en France
L'entretien des ponts en France couvrent l'ensemble des actions entreprises pour maintenir la qualité des ponts et de leurs équipements, qu'ils soient situés sur des voies de communication routières, ferroviaires ou fluviales en France, afin d'assurer aux usagers des conditions de sécurité et de confort définies. Ces actions comprennent le recensement des ouvrages, leur surveillance, l'évaluation périodique de la qualité du patrimoine et les tâches d'entretien, de réparation ou de reconstruction.
Jusqu'en 1970, la gestion et l'entretien des ponts des routes nationales et départementales ou des voies ferrées était assurée par les services de l'État ou des opérateurs publics via des concessions (concessions autoroutières pour les autoroutes, SNCF pour le réseau ferré national ou Voies navigables de France pour les canaux) ou par les conseils généraux sous l'autorité de l'État pour les routes départementales. Les ponts des voies communales constituent une exception puisque depuis 1959, une ordonnance remet à la charge des communes la responsabilité de leur voirie et donc de leurs ponts, mais de nombreuses communes qui n'ont pas de services techniques continuent alors à faire appel à l'État pour cet entretien. La réforme des autoroutes de 1970 autorise l'État à concéder la construction et l'exploitation des autoroutes (et donc l'entretien des ponts qui en font partie) à des sociétés entièrement privées. De nouvelles étapes interviennent à partir des années 1980 avec d'abord les actes de décentralisation de 1982 qui rendent autonomes les collectivités territoriales et responsables de l'entretien des ponts qui font partie de leur patrimoine, puis les différents transferts de patrimoines qui contribuent à morceler la gestion, la surveillance et l'entretien des ponts en autant de maîtres d'ouvrages que de collectivités territoriales.
L'entretien des ponts recouvre trois types d'interventions : l'entretien courant, l'entretien spécialisé et la réparation.
La durée de vie des ponts et les désordres varient selon leur nature, leur structure, les matériaux utilisés, l'intensité de leur utilisation et l'agressivité du milieu environnant ; le patrimoine des ponts est globalement vieillissant. Ainsi en 2014, un pont ferroviaire avait en France, en moyenne, 86 ans. Ce patrimoine fait l'objet d'un suivi régulier, et diverses études ont mis en évidence l'état préoccupant de certains ponts, ainsi que des lacunes d'entretien (voire de suivi dans de nombreux cas), particulièrement pour les collectivités n'ayant pas de services techniques. La catastrophe du pont Morandi à Gênes en août 2018 a fait prendre conscience au grand public de ces enjeux, et mis en lumière la nécessité pour les autorités de prendre des mesures adéquates, du fait des importantes responsabilités en jeu. Le sénat crée d'ailleurs en octobre 2010 une mission d’information sur la sécurité des ponts en France qui doit rendre ses conclusions dans les six mois.

## Histoire de la gestion des ponts routiers
L'histoire de la gestion et de l'entretien des ponts en France se confond avec celle de l'administration des voies qui les supportent, évoluant entre centralisation puis décentralisation à partir de 1982.

### Antiquité
Des routes gauloises existaient avant l’époque romaine, mais ne formaient pas un réseau national. Faites à l’échelle de la peuplade, on peut raisonnablement penser qu’elle rayonnaient à partir de l’oppidum central vers les postes frontières. Avec l’occupation romaine est construit un réseau de routes impériales qui avait pour but de rattacher la Gaule à Rome par l’intermédiaire de Lyon, la capitale romaine de la Gaule, aux fins militaires et administratives. Une quarantaine de ponts routiers gallo-romains seulement ont été conservés jusqu'à nos jours et étudiés en France, un nombre limité ne représentant probablement pas le nombre important de ponts routiers construits en Gaule sous l'occupation romaine. N'étaient entretenus que les ouvrages situés sur des routes stratégiques.

### Moyen Âge (duVesiècleauXVesiècle)
Au Moyen Âge, on abandonne aux villes, aux seigneurs, ou même à des compagnies de marchands qui y sont directement intéressées, la construction et l'entretien des routes et des ponts. Ainsi presque tous les travaux faits à Paris sous Philippe-Auguste sont entrepris par la ville et à ses frais. Les frais sont couverts ordinairement par des droits de péage, quelquefois par des taxes locales, quand les travaux, par exemple sont entrepris par les villes. Les chemins médiévaux et les ponts qui les supportent, même s'ils sont moins bien conçus et plus sinueux que les routes romaines, présentent sur elles la supériorité d'être bien entretenus, grâce à l'instauration de péages et de prestations de services que l'on exige des usagers et des riverains. Dans les chroniques rédigées à partir du XIIIe siècle, aucun auteur ne se plaint de l'état des routes. Des doléances ne s'élèvent que vers la fin du Moyen Âge, après les troubles de la guerre de Cent Ans qui ont interrompu ou ralenti les travaux d'entretien saisonniers. Jusqu'au commencement du XVe siècle, l'administration des travaux publics est purement domaniale : les rois n'exercent à son égard aucun pouvoir supérieur à ceux que les feudataires indépendants, comme les ducs de Bretagne ou de Bourgogne, exercent dans leurs provinces. En second lieu, tout dans cette administration était exclusivement affaire d'intérêt local.

### Époque moderne (1500 - 1789)

#### XVIesiècle
La presque totalité des ponts et autres ouvrages destinés à franchir les passages difficiles, qui sont construits en France jusqu'au XVIIe siècle est financée par les péages. Mais, après la construction, il fallait entretenir, réparer et reconstruire. Or, particulièrement après la Guerre de Cent Ans, les réparations et les reconstructions ne se font pas, bien que les péages continuaient à se percevoir. Aussi voit-on que la plupart des actes de concession depuis le XIVe siècle ont pour objet des reconstructions ou restaurations : et pour les péages établis antérieurement, dont les concessions ne nous sont pas parvenues, leur existence est surtout connue par les doléances auxquelles donne lieu le détournement de leurs produits et par les mesures prises, ou plutôt tentées à diverses époques, par le pouvoir royal, pour les abolir ou pour en faire appliquer les deniers aux entretiens et restaurations. À la fin du XVIe siècle, apparaît la notion de service public et le premier effort de coordination des travaux, avec la nomination de Sully comme grand voyer de France (1599), ayant comme fonction la surintendance générale de la voirie.

#### XVIIesiècle
Après la création de la charge de grand voyer de France en mai 1599, suivent en mars 1603 l'absorption de la charge de voyer de Paris, en juin 1604 une extension des pouvoirs du grand voyer, en 1605 un règlement général concernant ses attributions. Peu de traces subsistent d'une action réelle de ces officiers dans les provinces ou demeurent les anciens pouvoirs, jaloux de leurs privilèges. La création de l'institution reste ainsi sur le plan symbolique.
La gestion des ouvrages relatifs aux communications d'intérêt général reste provinciale et indépendante de toute direction ou surveillance du pouvoir central, jusqu'à Colbert. Avec Jean-Baptiste Colbert, et après l'interruption enregistrée par le règne de Louis XIII et la Fronde, les conséquences du renforcement de la notion de service public apparaissent dans différents domaines : le roi dirige, paye et contrôle les travaux, tout au moins dans certaines provinces, pays frontières et pays d'élections. Modification dans la direction administrative : seules sont laissées aux trésoriers de France, réunis en bureaux, la partie purement financière et la juridiction contentieuse; l'autorité est confiée aux intendants de province, assistés, à partir d'octobre 1669, sous le titre de commissaire pour les Ponts et chaussées, d'un des trésoriers de la généralité, nommé sur proposition du commissaire départi.
Se pose également la question du financement des travaux d'entretien, de réparation ou de construction des routes et ponts dès lors qu'ils sont importants. Outre les subventions royales et celles des États, une source traditionnelle demeure : le produit des péages, plus ou moins accaparés par leurs possesseurs et détournés de leur but primitif. Un gros effort de rationalisation est entrepris : le 17 novembre 1661, Colbert ordonne une enquête sur les péages existants, avec obligation aux détenteurs de présenter les titres de possession. Par le règlement du 31 janvier 1663, il ordonne la publicité, I'enregistrement et la tenue de registres de péages. Le principe est rappelé : « lesdits péages ne sont établis que pour l'entretien des dits chemins, ponts et chaussées », mais I'application laisse à désirer.

#### XVIIIesiècle
En février 1716 est créé le corps des Ponts et Chaussées, réunissant les ingénieurs des Ponts et chaussées, jusqu'alors isolés. Il est principalement chargé de la construction et de l'entretien des routes, ce qui constitue à l’époque une relative nouveauté, dans la mesure où le réseau routier est embryonnaire et en très mauvais état. Il est composé d'un inspecteur général, d'un architecte, d'un ingénieur en chef, de trois inspecteurs, de vingt et un ingénieurs (un par généralité du royaume), qui doivent exécuter les ordres du directeur général, une fonction supprimée en 1736
. Indépendants à l'égard des bureaux des finances, les ingénieurs centralisent désormais entre leurs mains, tout au moins dans les pays d'élections, la conduite des travaux, tel Regemorte nommé en 17I8 ingénieur des Ponts et chaussées de la province d'Alsace.
Trois mesures révolutionnaires marquent le XVIIIe siècle :  en I738, l'adoption de la corvée des grands chemins par simple circulaire administrative; en I743, la séparation définitive des fonctions techniques et des fonctions financières : Trudaine prend la direction du nouveau service; en 1747, la création de l'ÉcoIe des Ponts et chaussées dotée d'un règlement et la réorganisation du bureau des dessinateurs. Ainsi est créée après bien des vicissitudes, une administration complète et quasi autonome: celle des Ponts ct chaussées 28).
En 1728, le contrôleur général Orry crée, sous l’égide du ministère des Finances, le service des Ponts et Chaussées chargé de tracer, de construire et d’entretenir les routes royales. Il y affecte des ingénieurs, des conducteurs de travaux recrutés parmi les militaires, les architectes, les clercs. En soixante ans, près de 30 000 km de routes sont construites en grande partie sous le régime de la corvée dont sont exclus les citadins, les nobles, les religieux et les fonctionnaires.

### Époque contemporaine (1789 à ce  jour)

#### Création des routes impériales et départementales  (1811 à 1824)
En dehors d'une loi de 1801 qui annonce la réfection du réseau routier, la politique napoléonienne s'exprime dans le décret impérial du 16 décembre 1811 qui institue ce que l'on a coutume d'appeler la grande voirie, placée sous l'autorité du ministère des Travaux publics. L’article 1er de ce décret indique que toutes les routes de l’Empire sont divisées en routes impériales (de trois classes) et routes départementales. 229 routes impériales et 1 165 routes départementales sont ainsi créées. Le décret règle également le financement des travaux selon des modalités voisines de celles de l'Ancien Régime, prévoit une centralisation des services sous la surveillance des agents de l'administration civile (préfets, sous-préfets, maires) et impose enfin une séparation entre la fourniture de matériaux et l'exécution du travail.
Concernant la circulation locale, la Révolution laisse aux communautés, c'est-à-dire aux usagers, le soin d'entretenir les chemins particuliers. L'arrêt de 1802 adopte la même politique et la monarchie constitutionnelle en discute longuement en 1816, 1818, 1821. La loi de 1824 confie encore aux communes l'entretien des chemins vicinaux sous la surveillance du préfet. Elle prévoyait des prestations en nature, non obligatoires. En fait, les Conseils municipaux ne les votèrent jamais.
Ainsi, de 1789 à 1824, la gestion des routes et des ponts dépend du service des Ponts et Chaussées pour les routes royales et en partie du ministère de la Guerre pour celles qui sillonnent la zone frontalière, et du bon vouloir des riverains pour les chemins locaux.

#### Routes: trois propriétaires, deux gestionnaires (1824 à 1941)
Le XIXe siècle est, sur le plan routier, l'époque de la construction et de la mise en place du réseau secondaire réclamé par les cahiers de doléances de 1789.
Création de la voirie communale (1824-1836)
La loi du 28 juillet 1824 crée les chemins vicinaux et établit que « les chemins reconnus, par un arrêté du préfet sur une délibération du conseil municipal, pour être nécessaires à la communication des communes, sont à la charge de celles sur le terrain desquelles ils sont établis ». L’article 1er ne fait en fait que reproduire une disposition qui figurait déjà dans la loi du 6 octobre 1791 qui imposait déjà aux communes l’obligation d’entretenir les chemins établis sur leur territoire, qui sont reconnus nécessaires à leur communication. La loi de 1824 institue deux jours de prestations pour l’entretien de ces chemins et des ponts attenants, ce qui était, sans le dire, une sorte de recréation de la corvée, mais pour des besoins immédiats des justiciables, et marquait le début d’innombrables petits travaux qui, dans le cours du sicle vont modifier profondément le visage de la France rurale, surtout après la loi de 1836.
En 1836, la loi Thiers-Montalivet donne pour la première fois un statut à la voirie rurale et marque la naissance du service vicinal. Elle distingue les chemins vicinaux de grande communication, reliant plusieurs communes, et les chemins vicinaux de moindre importance qui vont prendre le nom de chemins vicinaux ordinaires. Le texte évoque le cas particulier de chemins qui, sans être aussi importants que ceux classés en grande communication, servent cependant à plusieurs communes. Ceux-ci sont dénommés chemins d'intérêt collectif, puis, à partir de 1847, chemins d'intérêt commun. Comme pour la loi de 1824, ces chemins vicinaux doivent être entretenus obligatoirement par des prestations, mais cette fois-ci le nombre de jours est porté à trois.
Les effets furent plus ou moins rapides, mais en définitive importants : 684 000 kilomètres sont tracés aux frais des communes, avec des subventions de l'État et du département. Dans le Pas-de-Calais, de 1800 à 1850. la longueur des routes passe ainsi de 180 à 3 704 kilomètres. Les progrès sont plus nets dans les régions agricoles, comme la Lorraine, que dans les zones d'élevage, comme l'Ouest.
| Type de voie                    | Propriétaire | Financeur   | Gestionnaire                                                              | Services                       |
| ------------------------------- | ------------ | ----------- | ------------------------------------------------------------------------- | ------------------------------ |
| Routes nationales               | État         | État        | État                                                                      | Service des Ponts et chaussées |
| Routes départementales          | Département  | Département | État                                                                      | Service des Ponts et chaussées |
| Chemins de grande communication | Commune      | Commune     | Préfet et conseil général sous la supervision du Ministère de l'Intérieur | Service vicinal                |
| Chemins d'intérêt commun        | Commune      | Commune     | Préfet et conseil général sous la supervision du Ministère de l'Intérieur | Service vicinal                |
| Chemins vicinaux ordinaires     | Commune      | Commune     | Préfet et conseil général sous la supervision du Ministère de l'Intérieur | Service vicinal                |
| Chemins ruraux                  | Commune      | Commune     | Préfet et conseil général sous la supervision du Ministère de l'Intérieur | Service vicinal                |

Deux gestionnaires : service des ponts et chaussées et service vicinal (1836-1941)
Les lois de 1824 et de 1836 dotent également les départements d'un corps d'ingénieurs qui leur est propre : ainsi un service vicinal chargé de la gestion des chemins de grande communication et d'intérêt commun y coexiste avec le service des Ponts et chaussées chargé des routes nationales. Les départements disposent ainsi de leurs propres services techniques à partir de 1836.
La loi du 20 août 1881, relative au code rural, reconnaît les chemins ruraux et les définit par défaut des autres chemins vicinaux : « Les chemins ruraux sont les chemins appartenant aux communes, affectés à l'usage du public, qui n'ont pas été classés comme chemins vicinaux ». Elle crée également des ressources spéciales pour leur entretien. Désormais des associations syndicales peuvent être créées pour l'ouverture, l'élargissement, la réparation et l'entretien des chemins ruraux.
Un projet de loi est déposé en 1895 visant à remettre l'entretien des routes nationales aux départements. La tendance est alors à la désaffection des routes au profit du secteur ferroviaire. Mais le projet est rejeté. Les services ordinaires de l'État confortent peu à peu leur position et progressivement les départements prennent l'habitude de demander aux ingénieurs de l'État de se charger aussi du service vicinal : cinquante d'entre eux, en 1930, ont ainsi unifié leur service de voirie.  Cette fusion devient légale sous le gouvernement de Vichy en octobre 1940 : « à dater du 1er janvier 1941, les services de la voirie départementale et vicinale sont rattachés à l'administration des Ponts et Chaussées dans tous les départements.
Une dernière évolution intervient durant cette période concernant la classification des routes : un décret-loi du 14 juin 1938 précise que les « routes départementales, les chemins vicinaux de grande communication et d'intérêt commun sont fondus en une seule catégorie de voies dénommées  chemins publics départementaux ». Cette appellation sera modifiée par le code de voirie routière qui reviendra à l'appellation de routes départementales.

#### L'État, gestionnaire de toutes les routes (1941 à 1982)
| Type de voie                                    | Propriétaire | Financeur   | Gestionnaire                                                              | Services                                                                                              |
| ----------------------------------------------- | ------------ | ----------- | ------------------------------------------------------------------------- | --- |
| Routes nationales                               | État         | État        | État                                                                      | Services des Ponts et chaussées (Ministère des Travaux publics puis de l'Équipement à partir de 1966) |
| Routes départementales                          | Département  | Département | État                                                                      | Services des Ponts et chaussées (Ministère des Travaux publics puis de l'Équipement à partir de 1966) |
| Chemins vicinaux (→ 1959) puis Voies communales | Commune      | Commune     | Préfet et conseil général sous la supervision du Ministère de l'Intérieur | Services des Ponts et chaussées (Ministère des Travaux publics puis de l'Équipement à partir de 1966) |
| Chemins ruraux                                  | Commune      | Commune     | Préfet et conseil général sous la supervision du Ministère de l'Intérieur | Services des Ponts et chaussées (Ministère des Travaux publics puis de l'Équipement à partir de 1966) |

De 1941 à 1982, l'entretien de toutes les routes de France est du ressort exclusif du service des Ponts et chaussées, sous l'autorité du ministère des Travaux publics qui devient le 20 janvier 1966 le ministère de l’Équipement. Cette unité technique, réalisée dans de rares pays, est très efficace : elle a permis des progrès incontestables et des économies énormes en clarifiant la gestion et en obligeant les entreprises de travaux publics à se concentrer. Elle a facilité également considérablement la diffusion des progrès techniques.
Création de la voirie communale (1959)
L'ordonnance du 7 janvier 1959 reclasse toutes les voiries appartenant aux communes en deux catégories : voies communales et chemins ruraux. Les chemins vicinaux disparaissent ainsi.
Autoroutes : des SEM aux sociétés privées concessionnaires
Sur la base de la loi du 18 avril 1955 portant statut des autoroutes, l'État a pu concéder la construction et l'exploitation de sections d'autoroutes à des sociétés dans lesquelles les intérêts publics étaient majoritaires. Cette période voit la constitution, entre 1956 et 1964, de cinq sociétés d'économie mixte : la Société de l'Autoroutes Esterel-Côte d'Azur (ESCOTA) en 1956, la Société Autoroutes du Sud de la France (ASF, ex SAVR) en 1957, la Société Autoroutes Paris-Rhin-Rhône (APRR, ex SAPL) en 1961, la Société des autoroutes Paris-Normandie (SAPN) en 1963 et la Société des autoroutes du Nord et de l'Est de la France (SANEF) en 1963.
L'État décide en 1970 d'attribuer des concessions à des sociétés à capitaux privés, constituées par des entrepreneurs de travaux publics et des banques. Ont été ainsi créées, entre 1970 et 1973, quatre sociétés à capitaux privés : la Compagnie Financière et Industrielle des Autoroutes (COFIROUTE), la Société des Autoroutes Rhône-Alpes (AREA), la Société de l'Autoroute de la Côte Basque (ACOBA), la Société des Autoroutes Paris - Est – Lorraine (APEL).

#### Décentralisation et multiplicité des gestionnaires (1982 à ce jour)
| Type de voie           | Propriétaire                                           | Financeur                                              | Gestionnaire                                           | Services                                                                         |
| ---------------------- | ------------------------------------------------------ | ------------------------------------------------------ | ------------------------------------------------------ | -------------------------------------------------------------------------------- |
| Autoroutes             | État                                                   | État ou concessionnaires                               | État ou concessionnaires                               | DIR ou services autoroutiers                                                     |
| Routes nationales      | État                                                   | État                                                   | État                                                   | DIR                                                                              |
| Routes départementales | Départements ou intercommunalités ou métropole de Lyon | Départements ou intercommunalités ou métropole de Lyon | Départements ou intercommunalités ou métropole de Lyon | Services départementaux ou services intercommunaux ou services métropole de Lyon |
| Voies communales       | Communes ou intercommunalités ou métropole de Lyon     | Communes ou intercommunalités ou métropole de Lyon     | Communes ou intercommunalités                          | Services communaux ou intercommunaux ou services métropole de Lyon               |
| Chemins ruraux         | Communes                                               | Communes                                               | Communes                                               | Services communaux                                                               |

La loi de décentralisation du 2 mars 1982, dite « loi Defferre », marque une rupture politique. Elle supprime la tutelle administrative a priori exercée par le préfet, et la remplace par un contrôle de légalité a posteriori exercé en premier par les services préfectoraux qui émettent des avis juridiquement tranchés par le tribunal administratif et chambre régionale des comptes de son ressort territorial. Elle transfère l’exercice du pouvoir départemental du préfet au Président du Conseil général (devenu conseil départemental en 2014). Cette loi reconnaît aux conseils généraux le plein exercice de leurs attributions, dont font partie la construction et l'exploitation du réseau routier départemental. Elle est suivie par les lois des 7 janvier et 22 juillet 1983 qui détaillent les transferts de compétence et prévoient le transfert de la maîtrise d’ouvrage, de l’entretien, de la gestion et de l’exploitation des routes départementales aux départements. les 88 650 agents qui travaillent dans les services déconcentrés de l'Équipement sont alors directement impactés et une partie d'entre eux rejoint les nouveaux services routiers départementaux. Une nouvelle étape intervient avec la loi du 18 décembre 2003 qui transfère aux départements une grande partie de la voirie routière nationale ainsi que, en 2006, le personnel qui s'en occupaient.
Parallèlement à ce mouvement décentralisateur le paysage politique local se restructure avec la montée en puissance des intercommunalités : création des communautés d'agglomération et communautés urbaines en 1999,  la métropole et le pôle métropolitain en 2010. Dans ce cadre, la compétence voirie est fréquemment transférée aux communautés. Ce transfert de compétences est de plein droit pour les syndicats d'agglomération nouvelle, les communautés urbaines et les métropoles et optionnel pour les communautés de communes et les communautés d’agglomération. En 2016, 68 % d’entre elles étaient ainsi compétentes en matière de « création, entretien et aménagement de la voirie ». Dans les communautés de communes et d’agglomération, le législateur a permis la définition d’une voirie d'intérêt communautaire, mais de plus en plus d'intercommunalités prennent les compétences pour la totalité des voies de leur territoire,. Le transfert de compétences entraîne soit la mise à la disposition du bénéficiaire de ce transfert des biens meubles et immeubles utilisés à la date du transfert pour l’exercice de cette compétence de gestion (communautés de communes et d’agglomération, métropole) sans interdire la création de voies propres à l’intercommunalité, qui en devient propriétaire, soit le transfert en pleine propriété de la voirie et de ses accessoires, cas de la métropole de Lyon, une collectivité territoriale à statut particulier créée le 1er janvier 2015.
Il y a désormais autant de propriétaires et de gestionnaires de ponts que de collectivités territoriales (101 départements et 35 357 communes au 1er janvier 2018)  desquelles il convient de retrancher les communes qui ont transféré la compétence voirie à  une intercommunalité, mais auxquels il convient d'ajouter ces nouvelles intercommunalités compétentes en matière de voirie. Ce morcellement ne contribue pas à  avoir une vision globale de l'état du patrimoine des ponts.

## Histoire de la gestion des ponts-canaux
| Période           | Gestionnaires                    | Type de gestion          |
| ----------------- | -------------------------------- | ------------------------ |
| Avant 1860        | Concessionnaires                 | Régime des concessions   |
| de 1860 à 1912    | Ministère des Travaux publics    | Gestion publique directe |
| de 1912 à 1991    | Office national de la navigation | Établissement public     |
| de 1991 à ce jour | VNF                              | EPIC puis EPA            |

À partir du XVIe siècle, la mise au point des canaux de jonction avec des biefs de partage des eaux ouvre des perspectives nouvelles à la batellerie. Des réalisations de plus en plus audacieuses permettent d’envisager des réalisations qui dépassent le seul cadre local ou régional. Le canal de Briare (1642) et le canal d'Orléans (1687) assurent la continuité entre la Loire et la Seine. Le Canal du Midi est quant à lui inauguré en 1681. Des ponts-canaux sont ainsi construits, comme celui du canal de Briare franchissant la Loire et le canal latéral à la Loire ou le pont-canal de la Répudre (1676) au sein du canal du Midi.
Quatre grands types de gouvernance se succèdent dans la gestion des canaux, allant du régime concessif dominant à la gestion publique directe, puis au sein de cette dernière, et en réponse à la recherche d’une plus grande efficacité d’exploitation, est retenue la mise en œuvre de l’Office national de la navigation (ONN) en 1912, qui assure la centralisation de l’information, la gestion des bureaux d’affrètement et l’exploitation technique et commerciale. Voies navigables de France (VNF) succède en 1991 à ONF. Il s’agit dans un premier temps d’un organisme assurant seulement la gestion de la navigation, les fonctions techniques d’entretien restant sous le contrôle des DDE. Après 2013, VNF accueille l’ensemble des opérateurs intervenant dans la gestion du système hydraulique, unifiant les opérateurs de maintenance de la voie d’eau jusque-là dispersés.

## Domanialité et gestion des ponts

### Domanialité

#### Principe de droit: propriété liée à celle de la voie portée
Le patrimoine immobilier des personnes publiques (État, collectivités territoriales, entreprises publiques), dont font partie les ponts, se répartit en deux grandes catégories, les propriétés relevant de la domanialité publique et celles de la domanialité privée. La domanialité publique est un régime juridique qui se superpose à la propriété, lui conférant une protection spécifique .
Sauf convention contraire, le propriétaire du pont est le propriétaire de la voie portée, car le pont est considéré comme une dépendance de la route qu’il supporte car nécessaire à la conservation et à l’exploitation de celle-ci,. Ce principe est valable alors même que le pont a été construit par une autre personne morale (État ou collectivité territoriale) que celle assurant l'entretien de la voie portée,.
Ce principe a été défini, en droit, par un arrêt du Conseil d'État de 1906, qui a été précisé à la suite des nombreux contentieux portant sur ce sujet. La solution dégagée par cet arrêt, qui est restée constante, est celle selon laquelle « les ponts sont au nombre des ouvrages constitutifs des voies publiques dont ils relient les parties séparées de façon à assurer la continuité du passage » (CE, 14 décembre 1906, préfet de l'Hérault). Cette jurisprudence constante a encore été précisée, plus récemment, par un arrêt du Conseil d'État du 26 septembre 2001,. Deux autres jurisprudences peuvent être citées. Dans l’arrêt rendu par le Conseil d’État du 23 juillet 2012, le département de la Marne qui souhaitait obtenir de Réseau ferré de France la réparation du préjudice causé par la démolition et la construction d’un pont-route franchissant une voie ferrée a vu sa demande partiellement accordée du fait de l'existence d'une convention antérieure,. A contrario dans le cas  du jugement du tribunal administratif de Bordeaux du 11 octobre 2012, la commune de Libourne qui souhaitait obtenir du même Réseau ferré de France la prise en compte financière d’importants travaux sur un autre ouvrage a été déboutée car elle n'a pu prouver que l'ouvrage faisait partie des ouvrages expressément cités à l’annexe du décret d’application de la loi n° 97-135 portant création de RFF en 1997. Dès lors, l'ouvrage en question supportant une voie communale, résultant d'un déclassement de route nationale, doit être réparé par la commune.
Concernant les franchissements de cours d'eau ou de voies navigables, la nature de certains ouvrages peut amener certains doutes sur leur finalité propre et donc leur domanialité. C'est en particulier le cas des  ponts mobiles (qui peuvent être levants, basculants ou tournants). Leur fonction première est-elle de permettre le libre passage des bateaux ou des véhicules ? L'arrêt Chervet du Conseil d'État du 27 mai 1964 a tranché en faveur du principe général : un pont, même mobile, ne fait pas partie des éléments accessoires au cours d'eau qu'il traverse et relève bien du domaine routier,.
Les propriétaires des ouvrages étant les maîtres d'ouvrages des voies portées, sauf convention, le tableau suivant peut être dressé pour les ponts routiers :
| Propriétaire                 | Voie portée par le pont    | Voie portée par le pont                   | Voie portée par le pont | Voie portée par le pont | Nombre d'ouvrages |
| Propriétaire                 | Type de voie               | Catégorie de voie                         | Commentaires | Longueur                | Nombre d'ouvrages |
| ---------------------------- | -------------------------- | ----------------------------------------- | --- | ----------------------- | ----------------- |
| État                         | Autoroute                  | Réseau concédé                            | | 9 040 km                | 9 000 env.        |
| État                         | Autoroute                  | Réseau non concédé                        | | 2 572 km                | 12 246            |
| État                         | Route nationale            |                                           | Routes nationales et rues et places qui y font suite appartenant à l'État. | 9 585 km                | 12 246            |
| Département                  | Route départementale       |                                           | Routes départementales et rues et places qui y font suite appartenant au département. | 381 319 km              | 125 000           |
| Commune                      | Voirie communale           | Voie communale                            | Ils ont vocation de desservir le territoire communal, c'est-à-dire les principaux lieux de vie, d'activité économique et touristique, de relier des routes départementales entre elles. | 700 849 km              | 120 000           |
| Commune                      | Voirie communale           | Chemins ruraux                            | Ils appartiennent au domaine privé de la commune. Leur vocation est la desserte des fonds ruraux, agricoles ou forestiers. | 700 849 km              | 120 000           |
| Commune                      | Voirie communale           | Voies privées des collectivités publiques | | 700 849 km              | 120 000           |
| Commune                      | Voirie communale           | Voirie d'intérêt communautaire            | Le code de la Voirie Routière ne fait pas mention de voirie communautaire, mais lorsque la commune a transféré la compétence voirie à un EPCI, celui-ci exerce pleinement les droits patrimoniaux du propriétaire. La gestion regroupe l'entretien (interventions physiques sur le domaine routier) et l'exploitation (conditions d'utilisation optimale de la route). Toutefois, ce second volet (exploitation) doit tenir compte des prérogatives propres au maire au titre de la police de la circulation. La coordination des travaux, la mise en place de barrières de dégel, le déneigement, à titre d'exemples, relèvent de sa seule compétence. | 700 849 km              | 120 000           |
| Privé (particulier, société) | Voie privée                | Voies urbaines privées                    | Elles sont librement réalisées par les propriétaires | Non évalué              | Non évalué        |
| Privé (particulier, société) | Voie privée                | Voies rurales privées                     | Chemins et sentiers d'exploitation appartenant à des particuliers et desservant leur propriété (non ouverts à la circulation publique) et autres chemins : chemins de terre, chemins de culture et d'aisance (desserte d'un seul héritage), chemins de servitude, chemins de vidange. | Non évalué              | Non évalué        |
| Total (hors voies privées)   | Total (hors voies privées) | Total (hors voies privées)                | Total (hors voies privées) | 1 112 406 km            | 266 000           |

Dans le cas des ponts routiers appartenant à un échangeur ou des ouvrages de rétablissement d'une voirie locale se pose la question de la domanialité des bretelles d'accès. Lorsque la voie portée est de statut inférieur à la voie franchie, l'ensemble des bretelles d'entrée et de sortie sont de la domanialité de la voie franchie. C'est par exemple le cas d'un passage supérieur portant une route départementale ou une voie communale franchissant une autoroute ou une voie express. Lorsque la voie portée est de statut similaire à celui de la voie franchie (une voie communale sur une route départementale), les bretelles d'accès à la voie franchie sont de la domanialité de la voie franchie, les bretelles de sortie sont de celle de la voie portée.

#### Exception: les ponts-routes de SNCF-Réseau
Lors de la création le 13 février 1997 de Réseau ferré de France (RFF), principal gestionnaire d'infrastructure ferroviaire en France, chargé de l'aménagement, du développement, de la cohérence et de la mise en valeur du réseau ferré national dont il était propriétaire, certains ponts-routes lui ont été affectés en tant que propriétaire, tel que mentionné en annexe au décret du 5 mai 1997. RFF est remplacé par SNCF Réseau le 1er janvier 2015, qui devient dès lors propriétaire de ces ouvrages

### Gestion des ouvrages
La gestion des ouvrages doit permettre de maintenir l'ouvrage en bon état d'entretien et assurer la sécurité à l'égard des tiers. Elle comprend le recensement des ouvrages, la surveillance périodique, la classification des ouvrages, l'établissement d'indices de priorité technique et socio-économique des travaux de maintenance, la réalisation de ces travaux.

#### Conventions de gestion
Le propriétaire du pont, maître d'ouvrage de la voie portée, est par principe son gestionnaire. Mais les maîtres d’ouvrages peuvent toutefois convenir entre eux de conventions de gestion afin de répartir les frais de surveillance et d’entretien. Il convient toutefois de remarquer qu’une convention de gestion ne peut en aucun cas libérer le maître d’ouvrage de la voirie portée des responsabilités qui lui incombent en tant que propriétaire de cette voie de circulation et des ouvrages qui la supportent. Certains principes génériques de conventions de gestion existent, :
- les sociétés concessionnaires d'autoroutes ont la charge de l'entretien de leurs passages supérieurs[Note 1], car cela est explicitement prévu dans les contrats de concession ;
- dans le cas des lignes à grande vitesse (LGV), RFF (SNCF-Réseau depuis le 1er janvier 2015) établit au cas par cas des conventions de gestion des ouvrages au-dessus des voies ferrées ;
- dans le cas des voies d'eau, Voies navigables de France (VNF) a également repris la gestion de certains ouvrages pour lesquels les petites communes n'étaient pas en mesure d'en assurer la gestion en toute sécurité ;
- les passerelles piétonnes appartiennent à la collectivité qui en à l'usage. Il en est de même des passerelles permettant de traverser les voies ferroviaires (arrêt du 11/03/1983 de la ville de Drancy) ;
- les passages à faune surplombant une voie sont rattachés au domaine public, même si ce sont des passages supérieurs.

La loi d'Évelyne Didier du 7 juillet 2014 vise à répartir les responsabilités et les charges financières concernant les ouvrages d'art de rétablissement des voies. Cette loi fait suite à un groupe de travail mis en place en septembre 2009 à la demande du secrétariat d'État chargé des transports, Dominique Bussereau, associant des parlementaires, des représentants des organisations de collectivités territoriales et les gestionnaires des différentes catégories d'infrastructures, qui avait conclu à la nécessité d'établir des conventions ayant pour objet de régler notamment les questions d'entretien des ouvrages de rétablissement des voies coupées par la réalisation d'une nouvelle infrastructure de transport. Le décret d'application est publié le 8 mars 2017.
La loi confie au gestionnaire de la nouvelle infrastructure de transport la responsabilité de la structure de l'ouvrage d'art, y compris l'étanchéité, et au propriétaire de la voie rétablie la responsabilité de la chaussée et des trottoirs. Par ailleurs, elle instaure l'obligation pour les parties de signer une convention de gestion pour toute nouvelle infrastructure de transport permettant de régler les questions spécifiques posées par chaque cas particulier. La loi prévoit également la réalisation avant le 1er juin 2018 d'un recensement des ouvrages d’art de rétablissement des voies pour lesquels il n’existe pas de convention afin de déterminer ceux dont les caractéristiques, notamment techniques et de sécurité, justifient l’établissement d’une convention nouvelle. Une circulaire est envoyée par le gouvernement aux préfets à cette fin en mars 2018.

#### Recensement et dénombrement
| Propriétaire | Nombre de ponts routiers |
| ------------ | ------------------------ |
| État         | 21 000                   |
| Départements | 125 000                  |
| Communes     | 120 000                  |

Pour chaque maître d’ouvrage, il est important de connaître les ouvrages d’art qui relèvent de sa compétence et donc de faire un recensement comportant au minimum comme informations le type d’ouvrage, sa localisation et ses principales caractéristiques. Il n'existe cependant pas en France de base de données unique agrégeant l'ensemble des données des ponts construits sur le territoire national.
Le nombre de ponts routiers de plus de 2 m de portée peut être estimé à environ 266 000. La répartition par maître d'ouvrage est la suivante : 21 000 appartiennent à l'État (12 246 ouvrages sur le réseau routier national non concédé en 2016 et 9 000 sur les autoroutes concédées), 125 000 aux départements et 120 000 aux communes. Les ponts du réseau routier national de plus de 5 m d’ouverture se répartissent en nombre suivant les types d’ouvrage suivants : maçonnerie (10 %), béton armé (49 %), béton précontraint (18 %), acier et mixte (5 %), buses en béton (7 %), buses en acier (9 %), ponts spéciaux (arcs, suspendus, haubans...) (1 %).
Le nombre de ponts ferroviaires de plus de 2 m de portée était de 46 508 en 2014, correspondant à environ 7,5 millions de m2. Leur âge moyen est de 86 ans . La répartition des ponts-rails par nature est la suivante : 15 079 ponts en maçonnerie, 7 854 à poutrelles enrobées, en béton 5 251, 5 079 à structure métallique, 2 356 en une autre structure.  10 889 ponts-routes sont par ailleurs comptabilisés dans le patrimoine de RFF,. Un bon nombre d’ouvrages sont exceptionnels, dont 22 inscrits à l'inventaire supplémentaire des monuments historiques, comme le viaduc de Rouzat dans l'Allier, le viaduc du Viaur dans l'Aveyron ou le Pont Séjourné dans les Pyrénées-Orientales.

#### Dossier d’ouvrage
Un dossier d’ouvrage devrait en principe être établi pour chaque ouvrage. Celui-ci rassemble toutes les caractéristiques des ouvrages et l’historique de l’ensemble des actions effectuées. Son contenu est défini par une instruction technique (ITSEOA). Il doit permettre de définir un état de référence de l'ouvrage, qui sert de base de comparaison pour évaluer l'évolution postérieure de l'ouvrage, de pouvoir disposer, en cas de besoin, d'informations sur les terrains et les réseaux au voisinage de l'ouvrage, de conserver les informations utiles à partir de la conception de l'ouvrage jusqu'à la date de l'état de référence et enfin de conserver les informations relatives à la vie de l'ouvrage depuis la date de l'état de référence .
Malheureusement, pour de très nombreuses collectivités ne disposant pas de services techniques conséquents, ces dossiers d'ouvrage ne sont pas réalisés. Et pour ceux qui sont réalisés, malgré un travail de recherche indispensable, il est fréquent que des documents aussi importants que les plans d’exécution des ouvrages soient perdus. Cela n'empêche pas de constituer un dossier avec les renseignements disponibles et les actions effectuées.

#### Surveillance
La surveillance de l’état des ouvrages est déterminante pour l’entretien du patrimoine et la sécurité des usagers, elle a un caractère systématique. Il n’existe en fait pas de normes ou de règlements sur l’entretien et la surveillance des ouvrages d’art des collectivités ou des particuliers. Toutefois, l’instruction technique pour la surveillance et l’entretien des ouvrages d’art  (ITSEOA) de décembre 2010, rédigée pour les ouvrages sur routes nationales, fait référence en la matière et peut être utilisée par tous les maîtres d’ouvrages pour bâtir leur référentiel. Un guide de gestion des ouvrages d'art à l'usage des départements et autres collectivités locales avait été réalisé en 2006  et a été complété en 2011 par un guide technique sur la surveillance et l'entretien courant des ouvrages d’art routiers à l'intention des maîtres d'ouvrages publics.
La surveillance consiste à suivre l’évolution des ouvrages à partir d’un état de référence. Cet état est défini à l’issue de sa construction ou à sa reprise en gestion en cas de transfert de maîtrise d’ouvrage. Il est actualisé tout au long de la vie de l'ouvrage car il sert de base de comparaison pour évaluer périodiquement l'évolution de son état. Les actions systématiques de surveillance font l'objet d’une programmation suivant une périodicité définie par le maître d’ouvrage et comprennent : un contrôle ou surveillance périodique et des visites ou des inspections détaillées périodiques (IDP) plus complètes réalisées par des équipes ou bureaux d’études spécialisés avec utilisation de moyens d’accès spécifiques :
| Type de surveillance    | Type de contrôle                    | OA concernés | Périodicité | Objectifs | Modalités |
| ----------------------- | ----------------------------------- | --- | --- | --- | --- |
| Surveillance périodique | Contrôle périodique                 | Tous les ouvrages s’ils ne font pas la même année l’objet d’une autre action (Inspection Détaillée Périodique ou exceptionnelle).      | Un an à trois ans maximum. | Permettre de déceler l'évolution manifeste des désordres déjà constatés, des désordres graves présentant une menace et de définir la nature des travaux d'entretien courant et des petits travaux d'entretien spécialisé à réaliser. | Ce contrôle est voulu simple. Il est donc réalisé sans moyens d’accès et sans matériel spécialisé. |
| Surveillance périodique | Inspection détaillée périodique     | Ouvrages portés sur la liste arrêtée chaque année par le maître d’ouvrage.                                                             | 6 ans Cette période peut être ramenée à 3 ans pour les ouvrages sensibles ou malades ou portée à 9 ans pour les ouvrages les plus robustes. Cependant, tous les ouvrages devraient bénéficier d'une inspection détaillée sur une période de dix ans au maximum. | Vérifier que l'état de l'ouvrage ne s'est pas anormalement dégradé, que les dispositifs assurant la sécurité des usagers sont dans un état acceptable et qu’il n'y a pas de désordres apparents menaçant la sécurité.                | Ce contrôle nécessite l'intervention de personnel spécialisé et de matériel particulier (visite subaquatique par exemple). La réalisation se fera de préférence par un prestataire spécialisé au moyen de marchés de prestations intellectuelles. |
| Surveillance périodique | Inspection détaillée initiale       | Ouvrages neufs ou faisant l'objet de réparations                                                                                       | Elles sont réalisées à la réception de l’ouvrage ou après une réparation structurelle. | Permettre d'établir un "point zéro" de l'état de l'ouvrage. | |
| Surveillance périodique | Inspection détaillée exceptionnelle | Tout ouvrage | - Dans le cadre de fin de garantie contractuelle ou de responsabilité, - à la suite d'un événement imprévu (accident ayant dégradé une partie d'ouvrage, crue, incendie sur ou sous ouvrage...)                                                                 | Permettre d'établir un pré-diagnostic de l'état de l'ouvrage à un instant donné. | |
| Surveillance renforcée  | Surveillance renforcée              | Ouvrages pathologiques | Périodicité et la teneur des actions de surveillance (instrumentation) adaptées à la pathologie détectée. | | |
| Haute surveillance      | Haute surveillance                  | Ouvrages pathologiques dont les désordres paraissent susceptibles de mettre en cause la sécurité des usagers ou la tenue de l'ouvrage. | Programme de suivi de l'ouvrage avec des seuils d'alarme déclenchant des actions de mise en sécurité des usagers ou de sauvegarde de l'ouvrage. | | |

## Pathologie des ponts
Dès leur mise en service les ponts sont soumis à de multiples sollicitations et agressions qui peuvent engendrer des désordres. Plus le pont est ancien, plus le risque d’apparition de désordres est important. Mais quelquefois des sollicitations répétées, comme un trafic au-delà des seuils pris en compte lors de la conception, peuvent conduire à des désordres rapidement.

### Ponts en maçonnerie
Les ouvrages maçonnés restent globalement en bon état très longtemps. Ce sont des ouvrages très robustes, mais la défaillance des étanchéités conduit lentement à la dégradation par l’eau des matériaux constituant la maçonnerie. On peut rencontrer des disjointoiements entre pierres ou encore des tassements d’appuis, dus à des fondations précaires en site aquatique (d'où l'importance de l'entretien afin de pérenniser les ouvrages). Enfin, on constate également des problèmes d’insuffisance de résistance des structures en flexion ou à l’effort tranchant.

### Ponts métalliques
L’acier est très agressé par l’environnement oxydant. La plupart des pathologies qui les atteignent sont aujourd’hui connues. Des problèmes de corrosion existent dans les structures métalliques dont la peinture a été mal entretenue. On observe aussi des fissurations de fatigue dans certains tabliers à dalle orthotrope. Les fissures doivent être réparées. Dans les cas les plus critiques, l’ouvrage doit être remplacé. Une remise en peinture régulière est également impérative.

### Ponts en béton armé
Les matériaux béton et acier subissent des phénomènes de vieillissement naturel. Ils fonctionnement très bien dans un environnement stable, mais plongés dans un environnement agressif, certaines réactions chimiques due à la présence du gaz carbonique et de chlorures entraînent naturellement des dégradations. Ainsi, la première cause de pathologie est la corrosion des armatures du béton armé, lorsque les enrobages sont mal respectés, ou sous l’effet d’agressions dues aux sels de viabilité hivernale.
On observe également des pathologies du béton avec l’alcali-réaction des ouvrages datant des années 1970-1980, la réaction sulfatique interne : c’est un gonflement du béton dû à un échauffement excessif lors de sa prise. Le gel et le dégel provoquent aussi un écaillage des bétons, par exemple sur les corniches ou les supports de barrières de sécurité.

### Ponts en béton précontraint
La corrosion des câbles de précontrainte dans les ouvrages en béton précontraints est la défaillance la plus fréquente. C'est le matériau d'injection qui assurer le rôle principal de barrière contre la corrosion des aciers. Les causes peuvent être la présence ou l'absence de dioxygène qui favorise  la formation d'hydrogène qui lui-même favorise la corrosion par fragilisation par hydrogène, des impuretés présentes lors de la phase de gâchage, ou un coulis ségrégé, ressué voire absent. C'est en particulier le remplacement d'un coulis de ciment par une mousse de polyuréthane à proximité d'une tête d'ancrage qui a conduit à la rupture d'un câble de précontrainte sur le pont de l'île de Ré le 12 septembre 2018. La mousse de polyuréthane est en effet un bon isolant thermique mais n'est pas du tout étanche à l'humidité qui a pu se propager à l'intérieur de la gaine et corroder les brins du câble,.

### Fondations
La défaillance des fondations par tassement dû à une défaillance du sous-sol d’appui ou par affouillement du fait des écoulements de l’eau est une pathologie commune à tous les types de ponts. En France, un exemple lié aux aléas naturels est celui de l’effondrement, le 25 février 2007, du pont de la Rivière Saint-Étienne sur l'île de La Réunion. En fait, la rivière en crue a creusé le sol de fondation d’une pile du pont. Celle-ci a fini par céder, et toutes les travées sont successivement tombées.

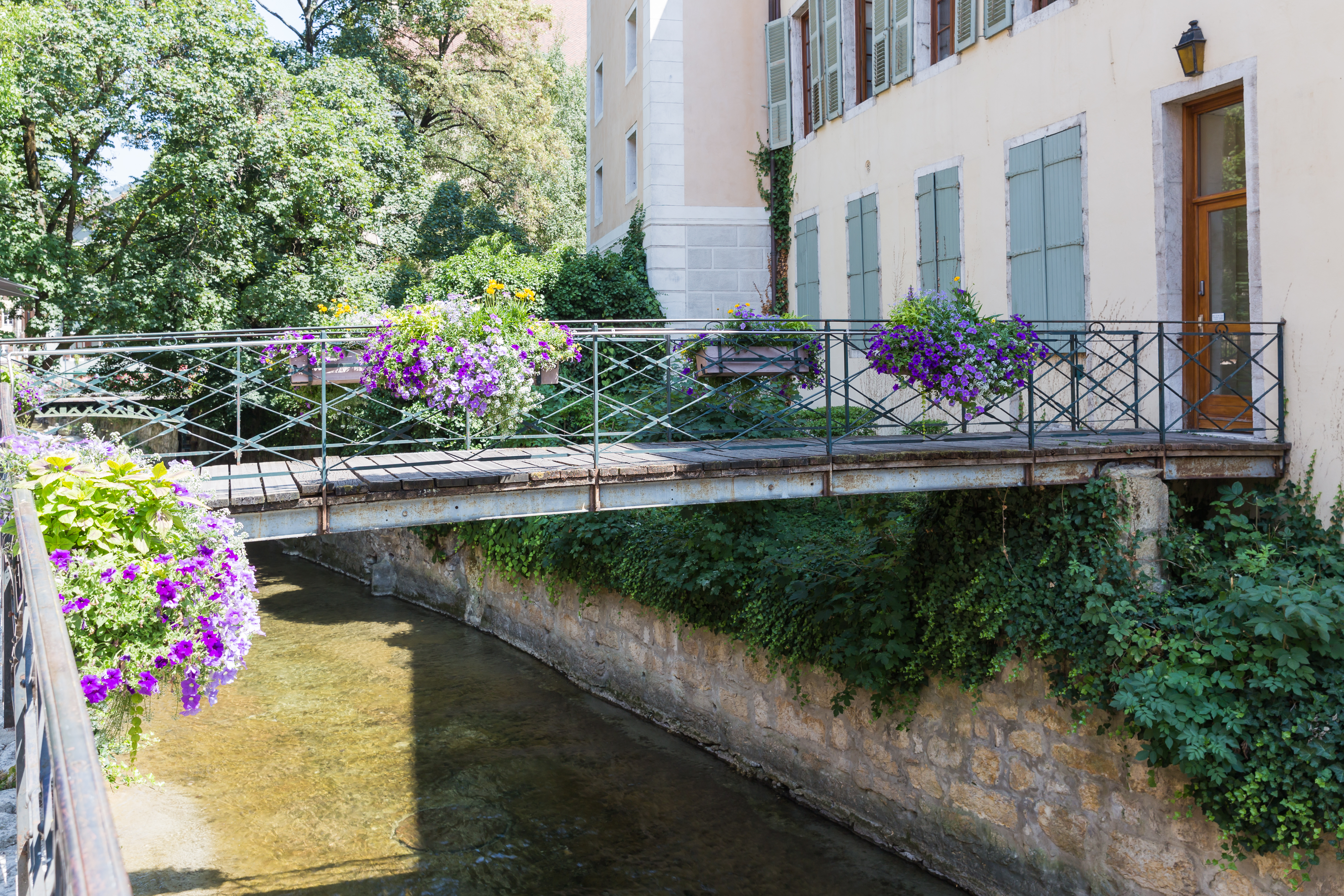
Poutrelles métalliques corrodées. Pont surplombant le Thiou à Annecy.
Rupture d'un câble de précontrainte du pont de l'île de Ré le 12 septembre 2018.
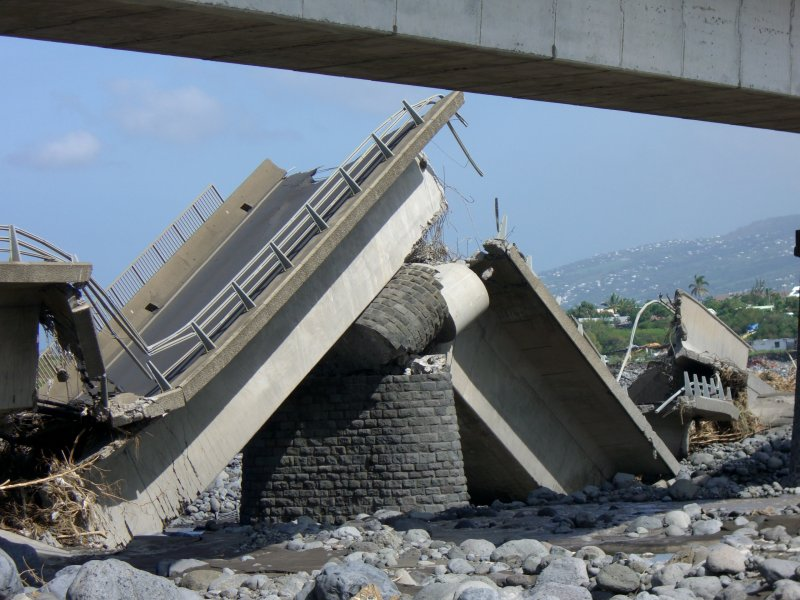
Pont de la Rivière Saint-Étienne, détruit peu après le cyclone tropical Gamède, en 2007, sur l'île de La Réunion.

## Entretien et réparation des ponts

### Responsabilité de l'entretien
Le propriétaire du pont, ou son gestionnaire délégué en cas de convention de gestion, est tenu de prendre toutes les mesures nécessaires pour maintenir l'ouvrage en bon état d'entretien et assurer la sécurité à l'égard des tiers. Cela comprend les mesures d'urgence, de surveillance, d'entretien et de réparation. Il fixe les orientations, les objectifs à atteindre et prévoit les budgets en conséquence.

### État général du patrimoine
Après la catastrophe de Gênes, des craintes apparaissent sur l’état des infrastructures de beaucoup de pays occidentaux, y compris les États-Unis, et des experts tirent des sonnettes d'alarme sur l'arrivée en fin de vie d'un grand nombre d'ouvrages et sur l'insuffisance des budgets affectés à la maintenance ou au remplacement des ponts et autres structures anciennes, un problème qui s’est aggravé après la crise financière de 2008. En France, un rapport d'information du sénat présenté en mars 2017 avait déjà alerté les parlementaires sur la situation des infrastructures routières et autoroutières qui était qualifiée de "en danger". Il est complété en 2018 par un rapport d'audit externe portant sur l'état du réseau routier national français non-concédé, commandé par Élisabeth Borne, la ministre chargée des Transports, à la suite des assises de la mobilité qui se sont tenues en décembre 2017, et réalisé par Nibuxs et IMDM, deux bureaux d'études suisses.  Ce rapport arrive à des conditions similaires.

#### État du patrimoine routier de l'État
Qualité des ouvrages du réseau RN non concédé en 2016.
- 1 (10,5 %)
- 2 (57 %)
- 2E (22,8 %)
- 3 (5,4 %)
- 3U (1 %)
- NE (3,3 %)

Depuis 1995 le patrimoine des ouvrages d'art routiers (ponts et murs) du réseau routier national (RRN) est évalué dans le cadre d'une démarche intitulée Image Qualité des Ouvrages d’Art) (IQOA). Ce patrimoine est largement plus sollicité car bien que ne constituant que 2 % du linéaire routier français, il supporte plus du tiers du trafic total (et sa part non-concédée en supporte environ 20%). Il est au total 23 fois plus circulé que celui géré par les collectivités et compte environ 24 000 ponts, dont la moitié sur le réseau concédé.
Des visites sur place permettent de coter l'état de chaque élément de chaque ouvrage puis par agrégation de définir une note globale de l'ouvrage et d’identifier ceux susceptibles de poser des problèmes structurels. Un tiers environ des ouvrages est visité et « classé » chaque année. Le système de cotation retient cinq classes ,, :
- Classe 1 : « Ouvrage en bon état apparent relevant de l'entretien courant » ;
- Classe 2 : « Ouvrage  dont la structure est en bon état apparent mais dont les équipements ou les éléments de protection présentent des défauts, ou dont la structure présente des défauts mineurs et qui nécessite un entretien spécialisé sans caractère d'urgence » ;
- Classe 2E : « Ouvrage dont la structure est en bon état apparent mais dont les équipements ou les éléments de protection présentent des défauts, ou dont la structure présente des défauts mineurs, et qui nécessite un entretien spécialisé URGENT, pour prévenir le développement rapide de désordres dans la structure et son classement ultérieur en 3 » ;
- Classe 3 : « Ouvrage dont la structure est altérée et qui nécessite des travaux de réparation mais sans caractère d'urgence » ;
- Classe 3U : « Ouvrage dont la structure est gravement altérée, et qui nécessite des travaux de réparation urgents liés à l'insuffisance de capacité portante de l'ouvrage ou à la rapidité d'évolution des désordres pouvant y conduire à brève échéance » ;
- Classe NE : Non évalué.

Le patrimoine des ouvrages d'art ferroviaires est évalué selon une méthode similaire à celle des ouvrages routiers et permet de définir une grille de priorités de travaux.
Réseau routier national non concédé 

L'indicateur retenu dans les documents budgétaires pour refléter la qualité des ouvrages d’art situés sur le réseau national a entamé une période de diminution depuis 2012, après avoir augmenté plusieurs années durant. En 2016, sur les 12 246 ouvrages recensés sur le réseau routier national non concédé, 11 048 (90,2 %) sont en bon état structurel, 666 (5,4 %) en classe 3 et nécessitent des travaux de réparation de la structure mais sans caractère d'urgence et 122 (1 %) sont évalués en classe 3U et nécessitent donc des travaux urgents.
Réseau autoroutier

La qualité du réseau autoroutier est suivie par les indicateurs IQRA  (une méthodologie proche de celle utilisée pour le réseau des routes nationales) et IQOA, que les concessionnaires d’autoroutes doivent renseigner depuis 2005, et que l’État contrôle au moyen de visites non  formalisées, permettant de pointer des zones défaillantes, ainsi que d’audits formalisés approfondis. L'état global des ponts autoroutiers s'est amélioré entre 2011 et 2015 puisque le taux d'ouvrages nécessitant des réparations structurelles est passé de 8 % en 2011 à 4 % en 2015.
Dans un souci de transparence et en conformité avec ses engagements à la suite de l'accident de Gênes, Élisabeth Borne publie pour la première fois sur le site du ministère des transports le 26 septembre 2018 une liste de l’état des 164 plus grands ouvrages français (dont la surface de tablier est supérieure à 7 000 m2) à fin d’année 2017. 42 ouvrages sont directement entretenus par l’État et 122 autres confiés aux sociétés autoroutières. 21 ponts sont classés en catégorie 3 et nécessitent donc des travaux sans caractère d'urgence. Deux ponts ont leur « structure gravement altérée » et nécessitent des travaux en urgence (classés en 3U). Il s'agit du viaduc d'Echinghen, près de Boulogne-sur-Mer (Pas-de-Calais), sur l’A16, et celui de Caronte, sur l’A55, à Martigues (Bouches-du-Rhône). Au moment de la publication, les deux ouvrages sont en travaux, et le second est déjà sorti de la catégorie 3U.

#### État du patrimoine routier départemental
Le réseau routier départemental étant géré par les départements, il n’existe pas, en 2018, d’indicateur consolidé permettant de mesurer l'évolution de la qualité du patrimoine des ouvrages d'art. Un premier rapport de l'observatoire national de la route publié en 2017 comporte une analyse des méthodes de gestion sur 57 départements, concernant 138 512 ouvrages dont 74 194 ponts. Il ressort que tous les départements ont une méthode de gestion de leur patrimoine d’ouvrages d’art, la grande majorité des départements utilise les mêmes méthodes (ITSEOA ou VSC - méthode dite des « Visites Simplifiées Comparées » développée par le Cerema en 2006), avec parfois des adaptations locales. 20 % des départements ont développé une méthode interne spécifique. Du fait de la forte hétérogénéité des pratiques, le rapport souligne qu'il est difficile de comparer les résultats et donc de qualifier l'état général du patrimoine des ouvrages d'art des départements.
Par ailleurs un rapport d'information du sénat de 2017 précise que, selon l'Assemblée des départements de France, les dépenses d’investissement dans le domaine routier ont diminué de 30 % entre 2008 et 2014, une diminution s’expliquant par les contraintes budgétaires pesant sur les départements, et par l’abandon de la taxe poids lourds, dont 130 millions d’euros de recettes devaient revenir aux départements. D’après
l’ADF, elle a prioritairement concerné la construction d’ouvrages neufs alors que les dépenses de fonctionnement (et donc d'entretien et de réparation des ponts) ont connu aussi une tendance à la diminution, mais plus réduite.

#### État du patrimoine routier communal
La qualité des ponts appartenant au bloc communal (120 000 ouvrages) est inconnue. Une première enquête sur les ponts des métropoles doit être réalisée en 2018 par l'observatoire national de la route. Le 7 septembre 2018, le Cerema met à disposition des communes un guide technique sur la surveillance et l’entretien courant de leurs ouvrages d’art routiers,.

#### État du patrimoine ferroviaire
En 2015 l’état du réseau ferroviaire secondaire, soit pas moins de 30 000 km de voies, était jugé préoccupant par les pouvoirs publics. Depuis 2007, des « plans Rail », destinés à moderniser les lignes régionales ont été engagés, comme en Midi-Pyrénées, Auvergne et Basse-Normandie, des programmes qui ont vocation à se généraliser. Dans son bilan de 2014, RFF apporte un éclairage sur les ponts métalliques ferroviaires, structures les plus fragilisées, et précise que « la prédiction de la « fin de vie » d’un pont métallique riveté en fer puddlé est très incertaine. Quand les avaries correspondantes (déconsolidation, fatigue) se manifestent, elles évoluent vite, plus vite que le temps d’étude de remplacement. Afin de se prémunir des risques de fermeture intempestive de lignes, le principe de remplacement systématique de la majorité des ponts métalliques anciens sur les lignes principales est en oeuvre. Ceci s’applique aux ouvrages de plus de 30 m de portée, pour lesquels la solution de remplacement d’urgence par tablier auxiliaires est impossible. » 580 ponts métalliques doivent ainsi être remplacés avant 2035,.

### Types d'entretien
L'entretien courant recouvre trois types d'interventions : l'entretien courant, l'entretien spécialisé et la réparation.
- L'entretien courant, réalisé avec les moyens courants, recouvre des tâches courantes d’entretien qui ne nécessitent pas l’application de techniques spéciales et ne concernent pas les interventions structurelles, comme le nettoyage des dispositifs d'écoulement ou des équipements, le contrôle des dispositifs de retenue, l'enlèvement de toute végétation nuisible à l'ouvrage[85] ;
- L'entretien spécialisé nécessite le recours à une entreprise spécialisée. Il concerne les équipements et les éléments de protection, mais aussi l'intervention sur les défauts mineurs de la structure qui ne remettent pas en cause la capacité portante de l’ouvrage[85]. Pour les ouvrages de l'État, il concerne en général les ouvrages en classe d'état 2 et 2E[75] ;
- La réparation concerne toute opération consistant à remettre partiellement ou totalement un ouvrage dans un état de service attendu. Ce peut être une interventions sur les équipements et les appareils d’appui nécessitant des adaptations structurelles (mise en place d’un nouveau dispositif de retenue, changement des appareils d’appui lorsque le vérinage n’a pas été prévu, etc) ou des interventions sur la structure (reconstitution de pierres altérées, injection, reconstruction partielle, pose de tirants d’enserrement, etc) [85]. Pour les ouvrages de l'État, il concerne en général les ouvrages en classe d'état 2E, 3 et 3U[75].

Les techniques de réparation sont variables selon le type d'ouvrage et selon les pathologies rencontrées.

## Pont connecté
En France un projet de pont connecté est lancé par le Centre d'études et d'expertise sur les risques, l'environnement, la mobilité et l'aménagement (Cerema).
17 projets lauréat.

#### Ponts
- sous la direction de Guy Barruol, Jean-Luc Fiches et Pierre Garmy, Les ponts routiers en Gaule Romaine : actes du colloque tenu au Pont du Gard du 8 au 11 octobre 2008, Montpellier, Revue archéologique narbonnaise, 2011, 687 p. (ISBN 978-2-9528491-6-6)
- Charles Duplomb, Histoire générale des ponts de Paris, Paris, Impr. Mersch, 1911
- Sous la direction de Guy Grattesat, Ponts de France, Paris, Presses des Ponts et Chaussées, 1982, 294 p. (ISBN 2-85978-030-0)
- Jean Mesqui, Le Pont en France avant le temps des ingénieurs (Grands manuels Picard), Paris, Picard, 1986, 304 p., 300 ill.
- Marcel Prade, Les Ponts, Monuments historiques, Poitiers, Brissaud, 1986, 431 p. (ISBN 2-902170-54-8)
- Marcel Prade, Ponts et Viaducs au XIXe siècle, Poitiers, Brissaud, 1988, 407 p. (ISBN 2-902170-59-9)
- Marcel Prade, Les grands ponts du Monde : Hors d'Europe, Poitiers, Brissaud, 1990, 312 p. (ISBN 2-902170-68-8)
- Marcel Prade, Ponts remarquables d'Europe : ouvrage illustré de 1000 photogr., dessins, et reprod., Poitiers, Brissaud, 1990, 428 p. (ISBN 2-902170-65-3)
- Bernard Marrey, Les Ponts modernes : XXe siècle, Paris, Picard, 1995, 280 p. (ISBN 2-7084-0484-9)
- Angia Sassi Perino et Giorgio Faraggiana (trad. de l'italien), Les ponts, Paris, Gründ, août 2004, 184 p. (ISBN 978-2-7000-2640-5 et 2-7000-2640-3)

#### Routes
- Dareste de La Chavanne, Antoine-Élisabeth-Cléophas, Histoire de l'administration en France et des progrès du pouvoir royal, de Philippe Auguste jusqu'à la mort de Louis XIV  - tome 1, Paris, Guillaumin et Cie, 1848, 390 p. (lire en ligne)
- Dareste de La Chavanne, Antoine-Élisabeth-Cléophas, Histoire de l'administration en France et des progrès du pouvoir royal, de Philippe Auguste jusqu'à la mort de Louis XIV  - tome 2, Paris, Guillaumin et Cie, 1848, 390 p. (lire en ligne)
- E. J. M. Vignon, Études historiques sur l’administration des voies publiques en France avant 1790, Paris, Dunod, 1862
- Collectif, sous la direction de Guy Michaud, Les routes de France, Paris, Association pour la diffusion de la pensée française, 1959, 170 p.
- Georges Reverdy, Les travaux publics en France (1817-1847), Paris, Presses de l'École nationale des Ponts et chaussées, 2003, 416 p. (ISBN 2-85978-383-0)